# جائزة الإمارات للطائرات بدون طيار لخدمة الإنسان
الإمارات للطائرات بدون طيار لخدمة الإنسان هي مسابقة وجائزة دولية سنوية تقدمها حكومة دولة الإمارات العربية المتحدة لتشجيع التطبيقات المفيدة والإيجابية لتكنولوجيا الطائرات بدون طيار. وتقدم جائزة بقيمة مليون دولار أمريكي للمسابقة الدولية، وجائزة الإمارات بقيمة مليون درهم إماراتي.
أطلقت الجائزة في قمة حكومة الإمارات العربية المتحدة 2014. وتنافس على الجائزة الأولى لعام 2015 من قبل أكثر من 800 مشاركة من 57 دولة بما في ذلك "أسراب" الطائرات بدون طيار التعاونية "Waterfly" التابعة لمعهد ماساتشوستس للتكنولوجيا. ومن بين المتأهلين للتصفيات النهائية شركة CATUAV الإسبانية لطائرة بدون طيار مزودة بأجهزة استشعار بصرية لمسح المناطق المتضررة من الحرب في البوسنة والهرسك بحثًا عن الألغام الأرضية المدفونة خلال التسعينيات. وكان الفائز النهائي هو المجموعة السويسرية Flyability بطائرة بدون طيار للبحث والإنقاذ من طراز Gimball. منحت مسابقة 2016 الطائرة بدون طيار البحرية الهجينة لشركة Loon Copter في فبراير 2017.